# Ballymoney

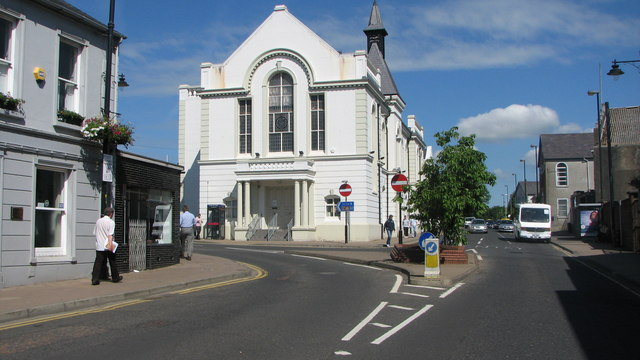
Kommunhuset i Ballymoney.

Ballymoney är ett samhälle i grevskapet Antrim i Nordirland. Ballymoney hade år 2001 totalt 9 021 invånare. Den var tidigare huvudort distriktet Ballymoney. Sedan 2015 ingår Ballymoney i distriktet Causeway Coast and Glens.